# بخش ترولهتتان
بخش ترولهتتان (به سوئدی: Trollhättans kommun) یک ناحیه شهری در سوئد است که در شهرستان وسترا گوتلاند واقع شده‌است.

## خواهرخوانده
شهرهای Hjørring Municipality، کریستیان‌ساند، کراوا و Reykjanesbær خواهرخوانده‌های بخش ترولهتتان هستند.